# Shannon Lee
Shannon Emery Lee (kinesiska: 李香凝), född 19 april 1969 i Santa Monica, Kalifornien, USA, är en amerikansk skådespelare, exekutiv producent, sångare och affärskvinna. Hon är dotter till Bruce Lee och Linda Lee Cadwell samt syster till Brandon Lee.
Lee är idag president för Bruce Lee Foundation.

## Filmografi

### Film
| År   | Titel                       | Roll          |
| ---- | --------------------------- | ------------- |
| 1993 | Dragon: The Bruce Lee Story | Cameo         |
| 1994 | Cage II                     | Milo          |
| 1997 | High Voltage                | Jane Logan    |
| 1998 | And Now You're Dead         | Mandy         |
| 1998 | Blade                       | Resident      |
| 2001 | Lessons for an Assassin     | Fiona         |
| 2002 | She, Me and Her             | Paula Jemison |

### TV
| År   | Titel                               | Roll         |
| ---- | ----------------------------------- | ------------ |
| 1995 | WMAC Masters (13 avsnitt)           | Host         |
| 1998 | Martial Law (avsnittet: "Take Out") | Vanessa Feng |
| 2000 | Epoch (TV-film)                     | Pamela       |